# 水原站 (韓國)
水原站（：／ Suwon yeok */?）是首都圈電鐵1號線的京釜線與水仁·盆唐線沿線交會的一座轉乘車站，位於韓國京畿道水原市八達區梅山路1街，為民營站舍。本站有ITX-新村、無窮花號和南道海洋列車等車種停靠，以及每日來回4列編組KTX停靠。

## 車站結構
1號線月台位於地面，水仁·盆唐線月台則位於地下，共有11處出口。

### 1號線月台

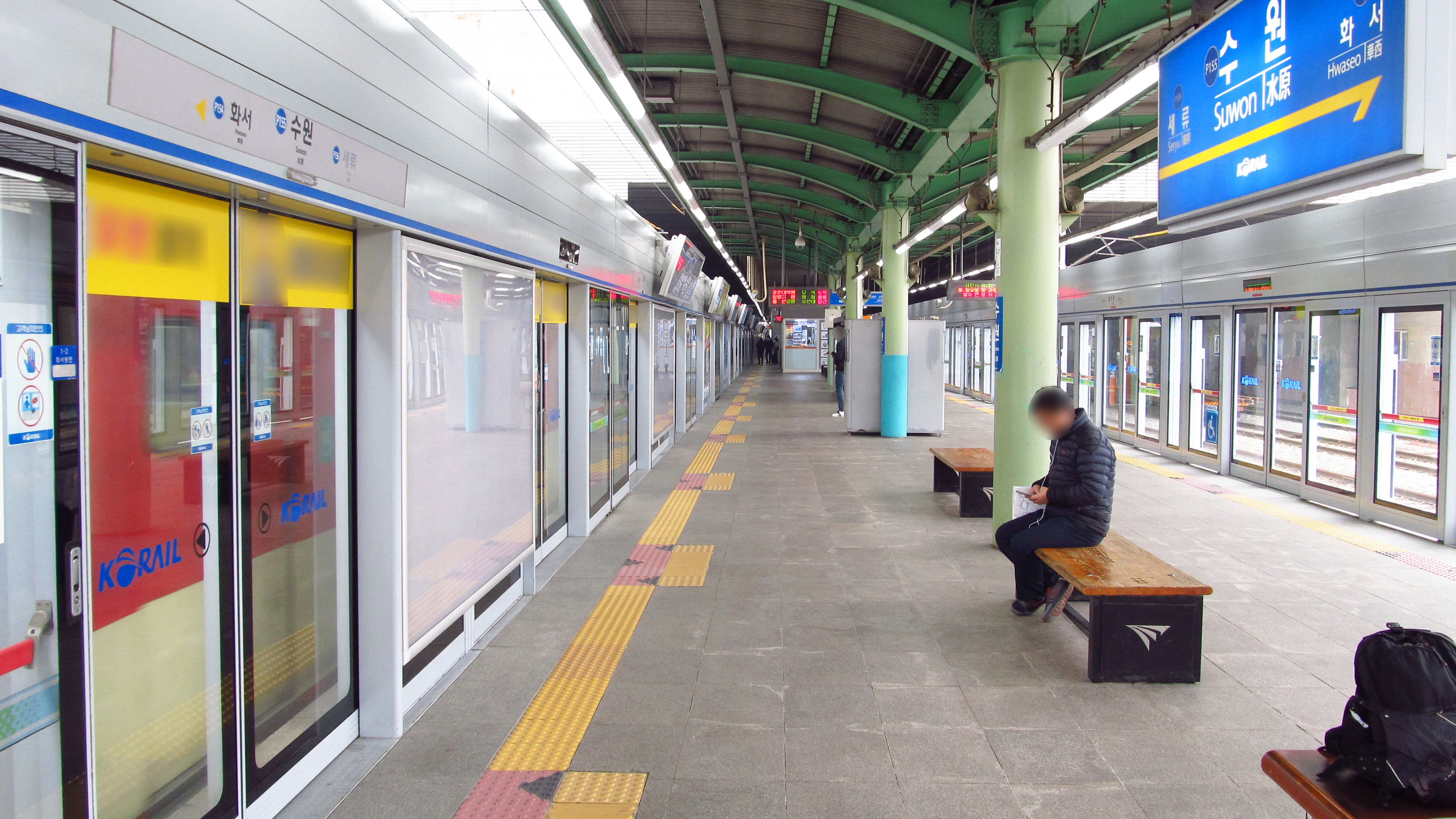
京釜線候車月台

站體為4面8線混合式月台的地面車站，中央的低床月台供一般鐵路列車停靠，兩端高床月台供電鐵列車停靠。
電鐵側月台設有月台幕門。
| ↑ 華西（1號線）／↑ 安養（京釜線）  |
| \| ９８ \| ７６ \| ５４ \| ３２ \| |
| 細柳（1號線）↓／烏山（京釜線）↓    |

| 2、3 | ●首都圈電鐵1號線                                                             | 西東灘、平澤、天安、新昌方向                                                                           | [ 2 ] |
| 4、5 | KTX、ITX-新村、無窮花號、新村號 南道海洋列車、中部內陸循環列車、西海金光列車 | 鳥致院、釜山、東大邱、大田、木浦、光州、順天、麗水世博會、益山、西大田、新海雲臺、晉州、堤川、新昌方向 |       |
| 6、7 | KTX、ITX-新村、無窮花號、新村號 南道海洋列車、中部內陸循環列車、西海金光列車 | 安養、永登浦、龍山、首爾方向                                                                           |       |
| 8、9 | ●首都圈電鐵1號線                                                             | 九老、首爾站、清涼里、光大學方向                                                                       |       |

### 水仁·盆唐線月台

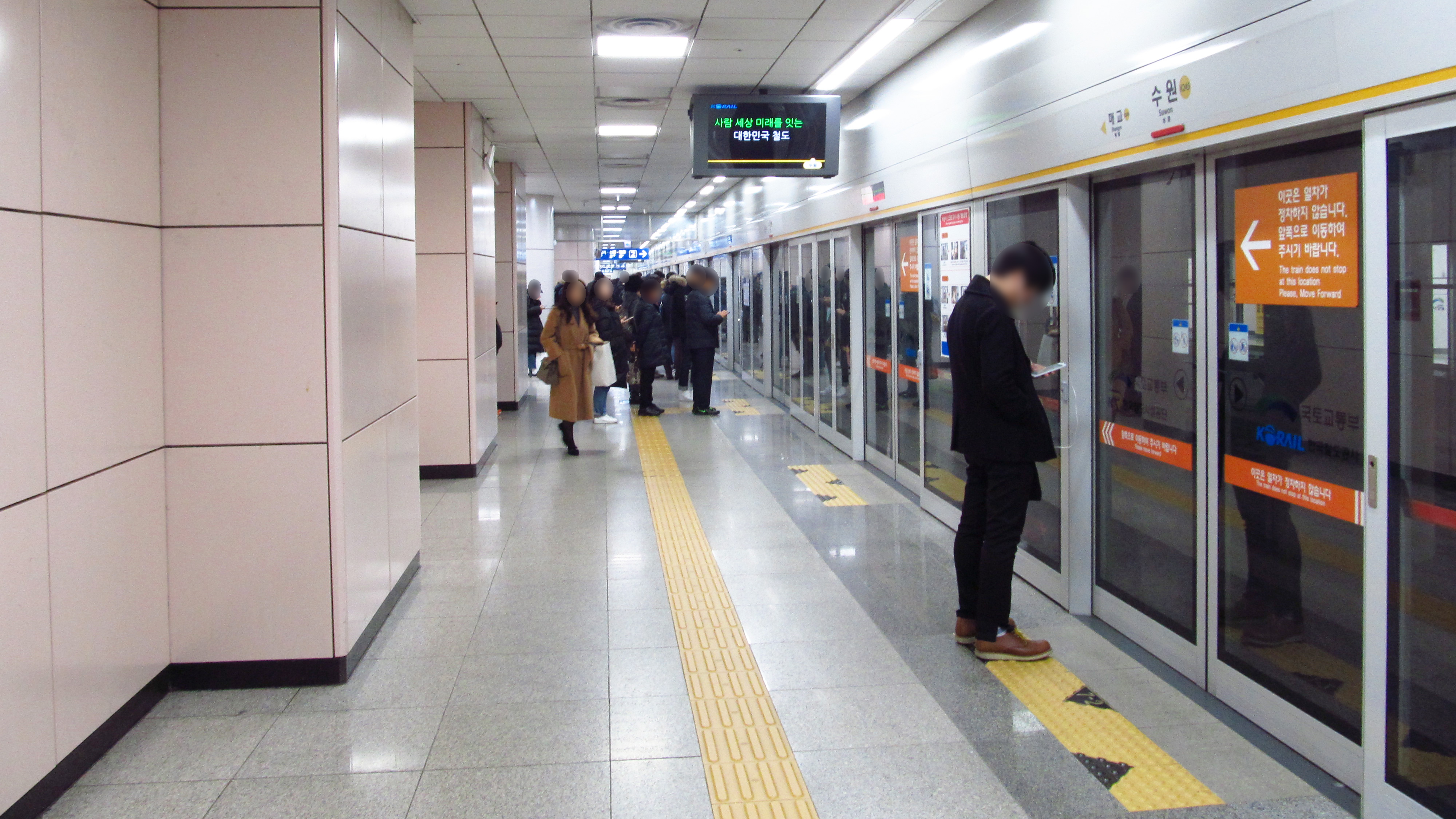
盆唐線候車月台

站體為2面2線側式月台的地下車站，候車月台設有月台幕門。
| \| １  |
| 古索 ↓ |

| 1 | ●首都圈電鐵水仁·盆唐線 | 古索、烏耳島、松島、仁川方向                     |
| 2 | ●首都圈電鐵水仁·盆唐線 | 清涼里、往十里、宣陵、牡丹、書峴、竹田、器興方向 |

## 歷史
- 1905年1月1日：京釜線開通的同時作為普通站開始營業。
- 1928年8月27日：韓屋型態的站舍竣工[3]。
- 1930年12月1日：水骊线開通。
- 1937年8月5日：水仁線開通。
- 1949年1月1日：升格為事務管理站。
- 1961年1月25日：新建站舍開工。
- 1961年9月20日：新建站舍竣工[3]。
- 1963年6月1日：升格為書記官站。
- 1971年9月10日：指定為無煙煤貨物到着站[4]。
- 1972年3月31日：水驪線廢線。
- 1974年8月15日：首都圈電鐵1號線開始運行（首爾－水原區間）。
- 1975年6月7日：電鐵站舍開工。
- 1975年12月31日：電鐵站舍竣工。
- 1983年6月15日：貨櫃貨物基地竣工。
- 1988年9月30日：增建站舍竣工[3]
- 1996年1月1日：水仁線停止運行。
- 2000年1月1日：升格為地域管理站。
- 2003年2月1日：民營站舍竣工[3]
- 2003年4月30日：首都圈電鐵1號線延長線（水原－餅店）完工，本站不在作為終點站使用。
- 2006年5月1日：停止處理小件貨物。
- 2006年7月1日：地域管理站制廢除，調整為普通站。
- 2009年7月1日：Nuriro号開始運行。
- 2010年11月1日：KTX開始運行。
- 2013年5月15日：中部內陸循環列車（朝鲜语：중부내륙순환열차）開始運行。
- 2013年10月7日：盆唐線鐵道距離標告示[5]。
- 2013年11月30日：首都圈電鐵盆唐線開通。
- 2014年5月12日：ITX-新村開始運行。
- 2014年8月18日：發生太白線列車衝突事故（朝鲜语：태백선 열차 충돌 사고），中部內陸循環列車（朝鲜语：중부내륙순환열차）暫停運行。
- 2015年2月5日：西海金光列車（朝鲜语：서해금빛열차）開始運行。
- 2015年5月2日：由於旌善阿里郎列車（朝鲜语：정선아리랑열차）路線重複問題，中部內陸循環列車（朝鲜语：중부내륙순환열차）恢復運行。
- 2015年9月4日：水仁線鐵道距離標示刪除。
- 2017年5月1日：ITX-青春列車（龍山－大田）開始運行。
- 2018年3月23日：ITX-青春列車（龍山－大田）停止運行。
- 2020年5月23日：Nuriro號列車停止運轉。

## 車站周邊
- 梅山市場
- 站前市場
- 站前郵局
- 细柳1洞治安中心
- 水原稅務署
- 水原站購物中心
  - AK &
  - AK FOOD Hall
  - AK PLAZA（朝鲜语：AK플라자）水原店
  - 水原CGV
  - Books Libro水原店
- 水原站地下商街
- 水原站主題商街
- 水原站轉運中心（朝鲜语：수원역 환승센터）
- 水原城際客運站（朝鲜语：수원역시외버스정류장）
- 樂天購物城（朝鲜语：롯데몰）水原店
  - 樂天百貨水原店
  - 乐天玛特水原店
  - 水原樂天影城
  - Bandie & Lounis書店（朝鲜语：반디앤루니스）水原樂天城店
- KT&G

## 圖片

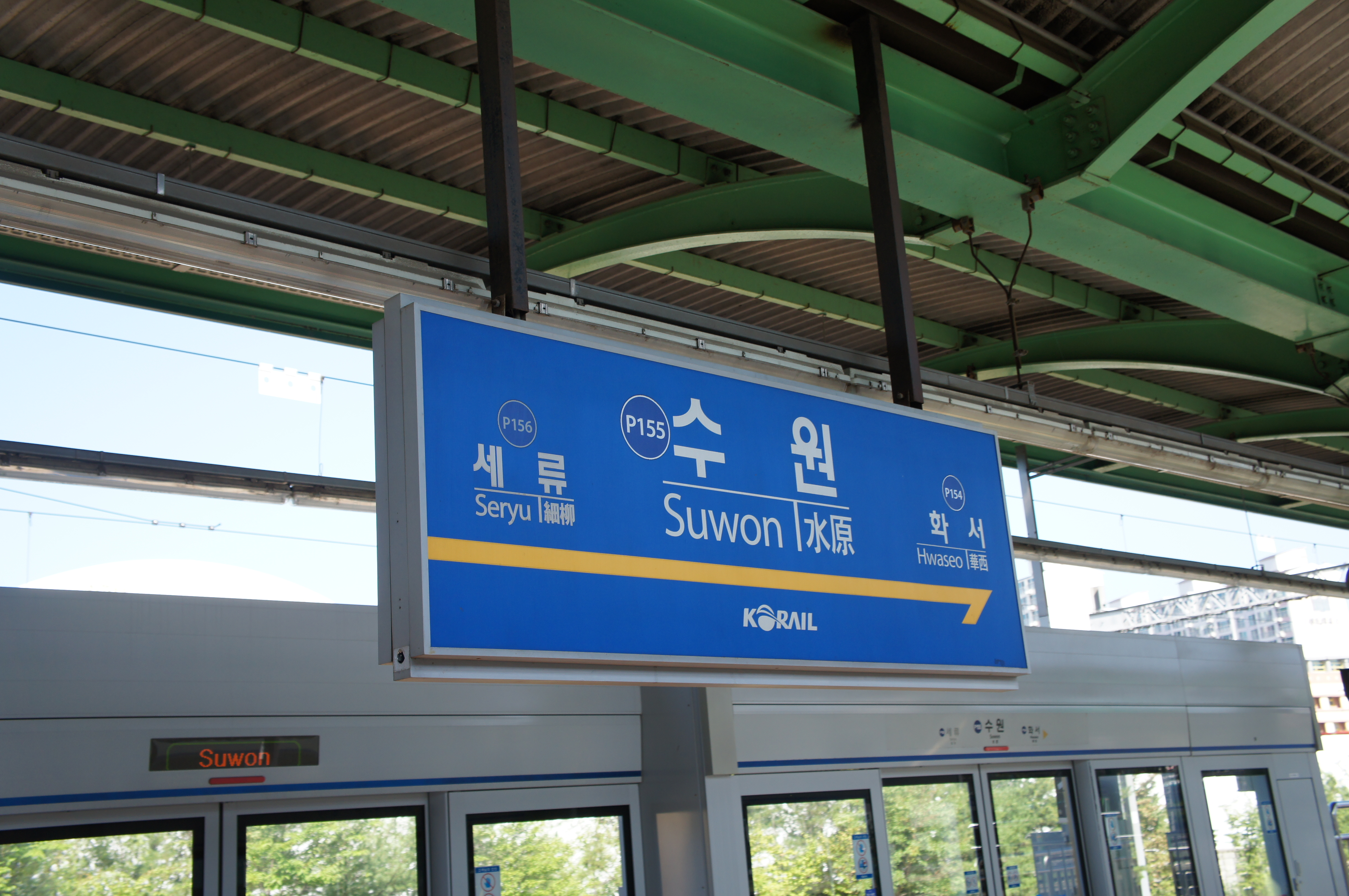
1號線（京釜線）站名牌
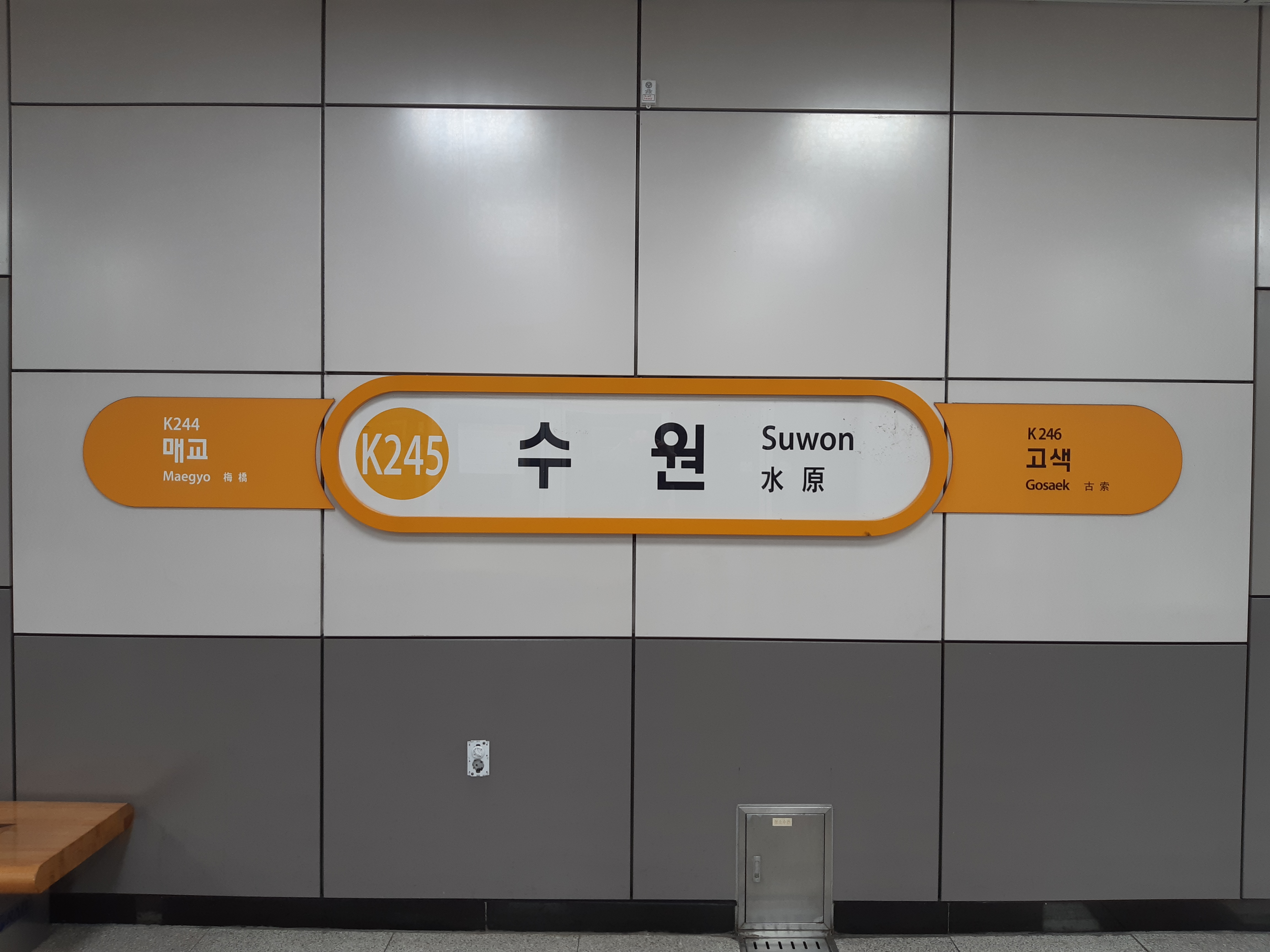
盆唐線站名牌
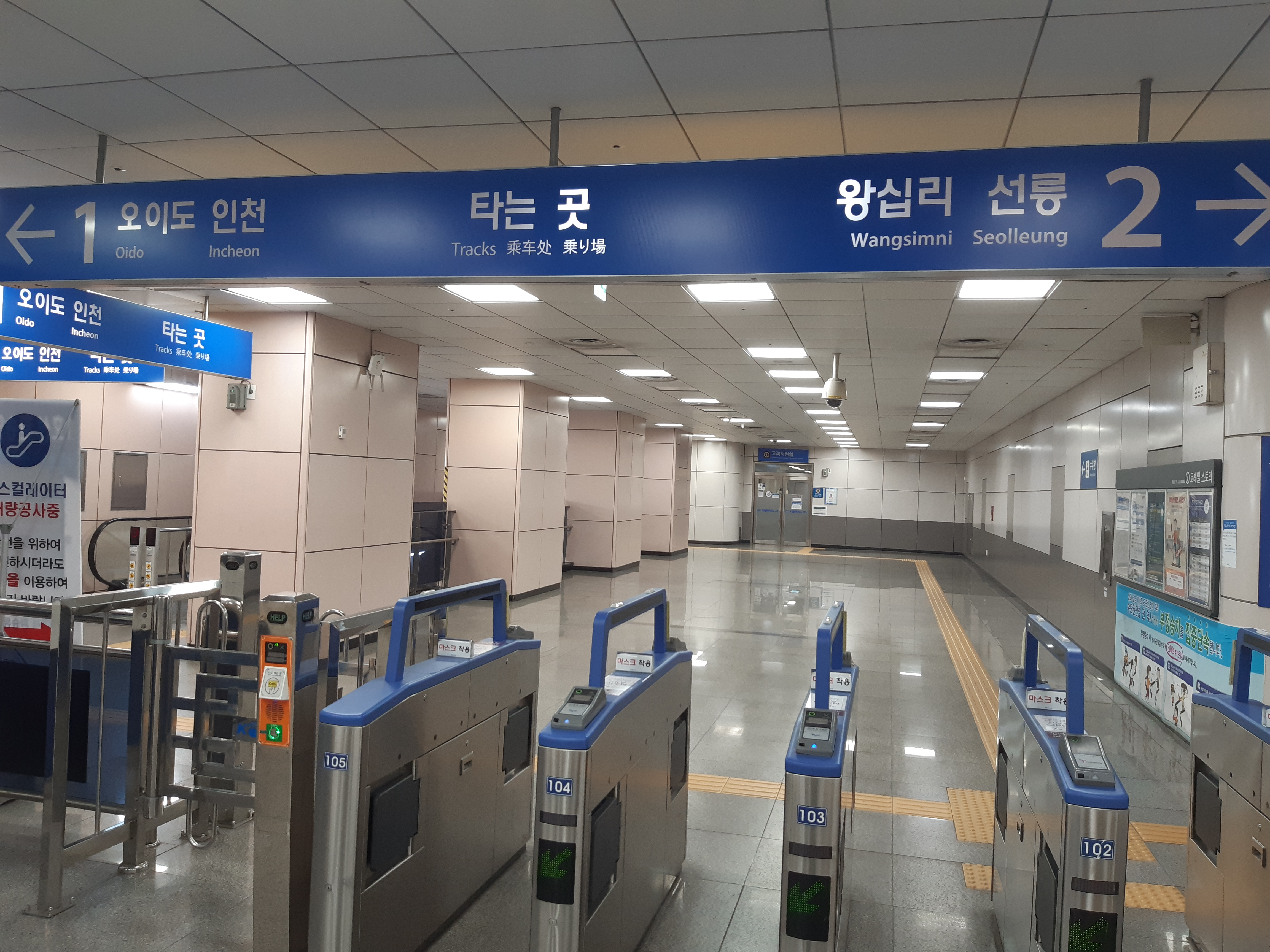
剪票閘口
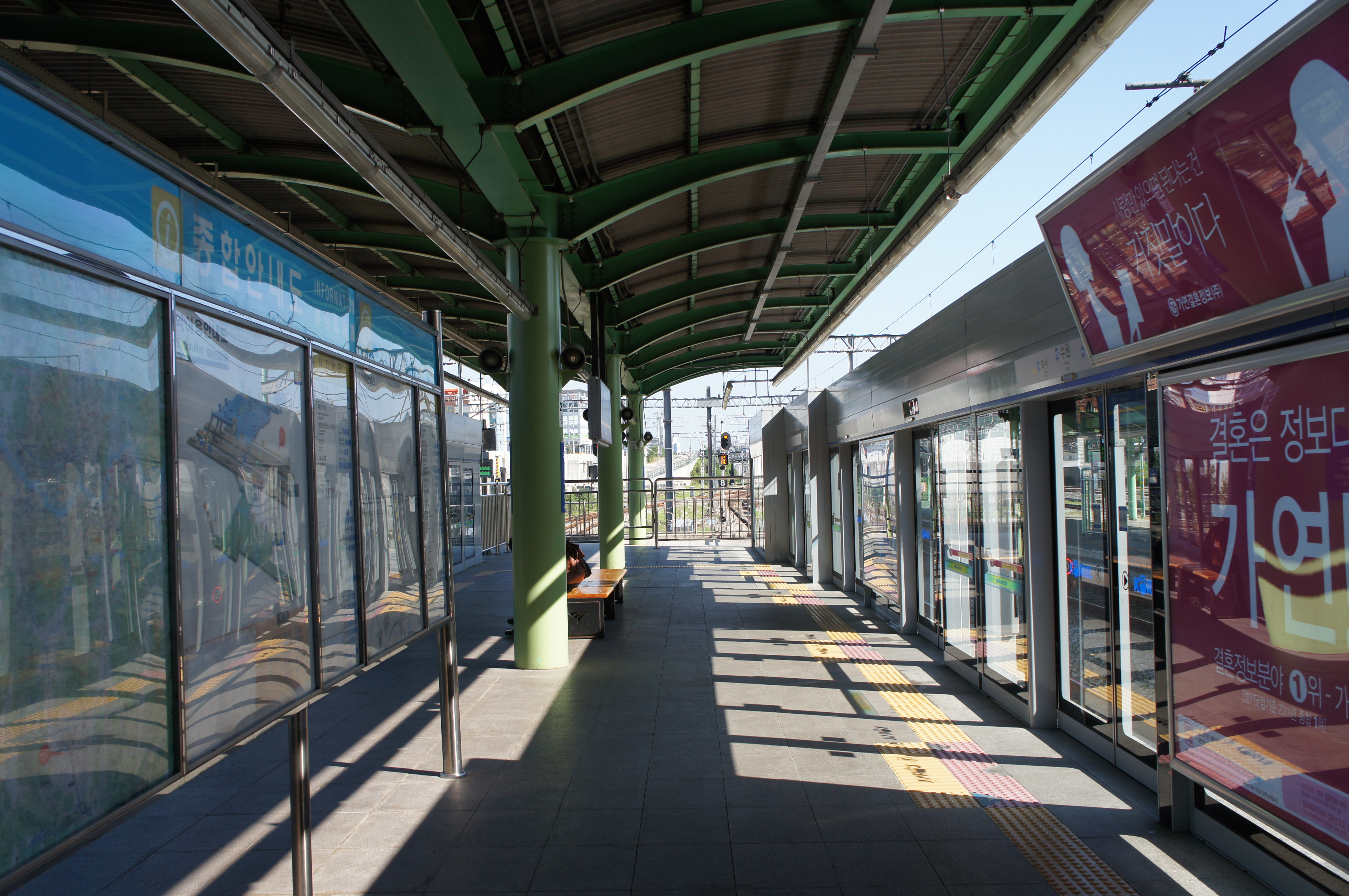
1號線月台
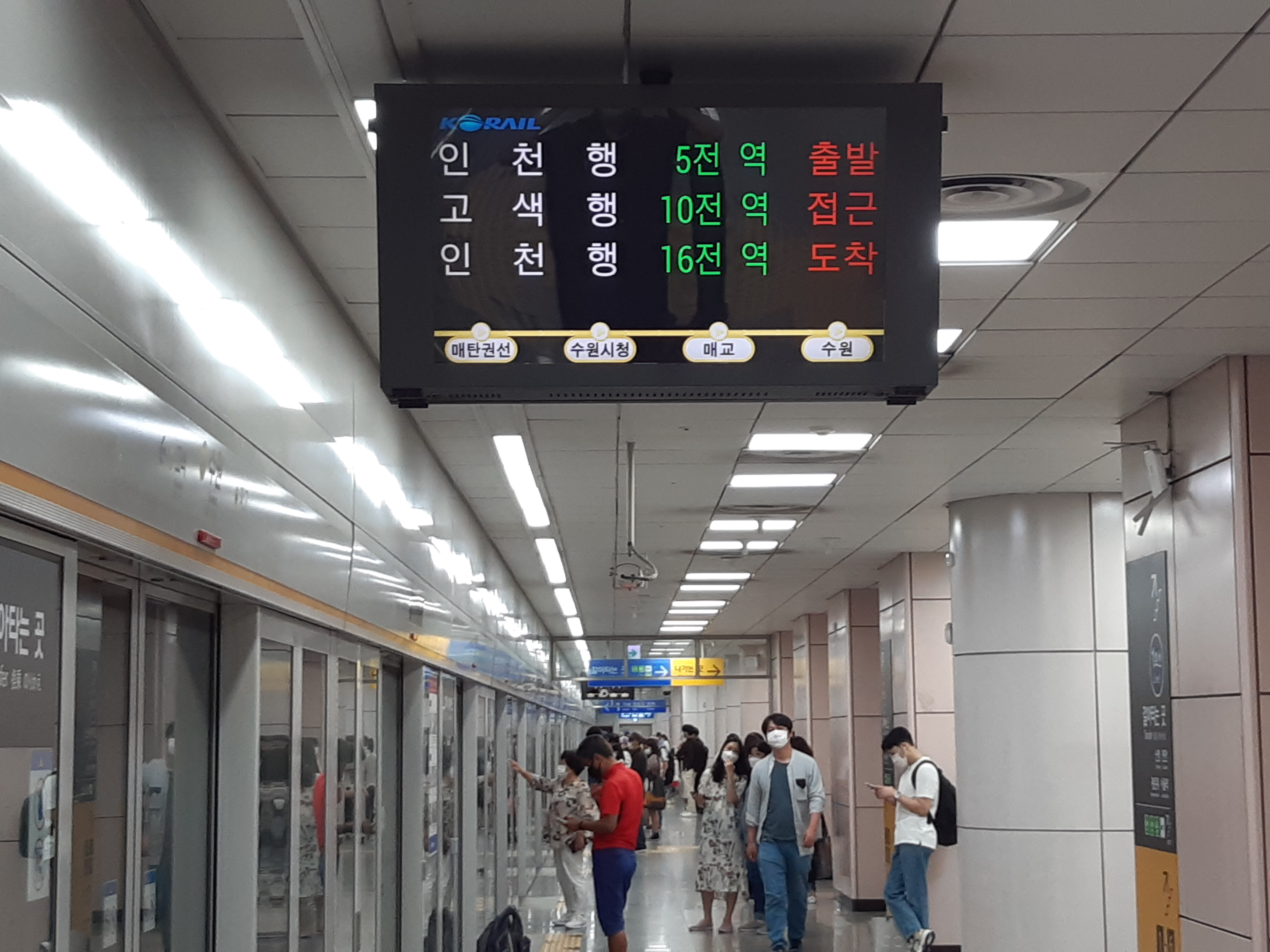
盆唐線月台
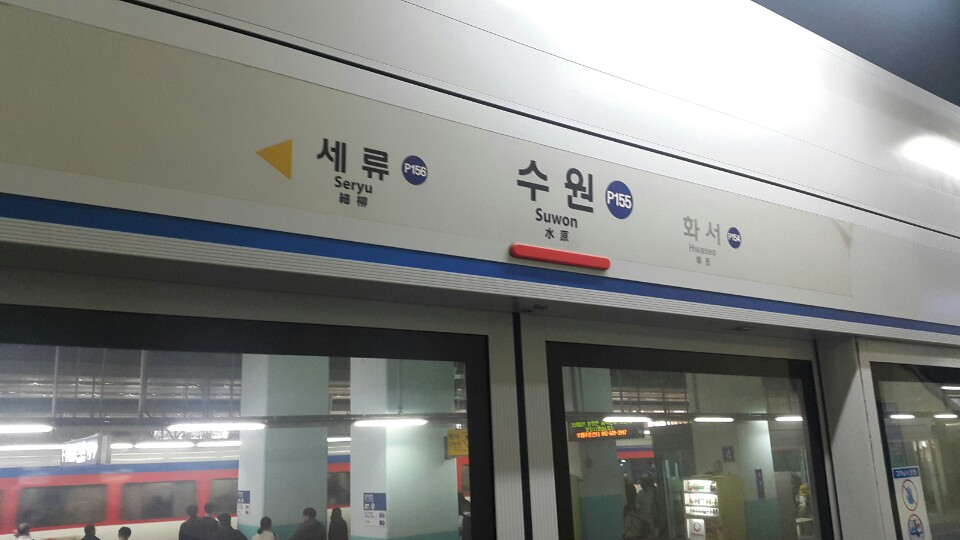
1號線月台門資訊板
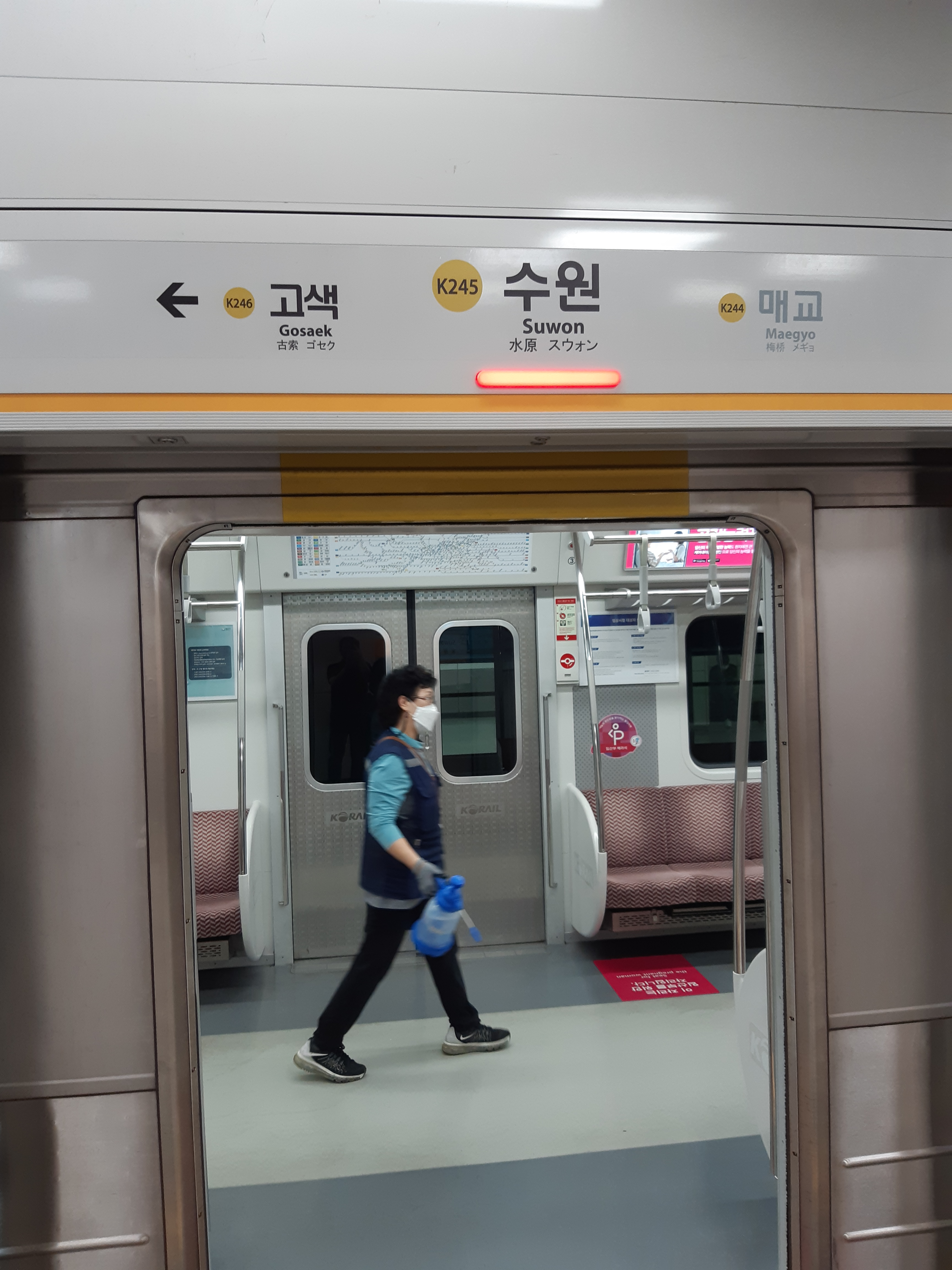
盆唐線月台門資訊板
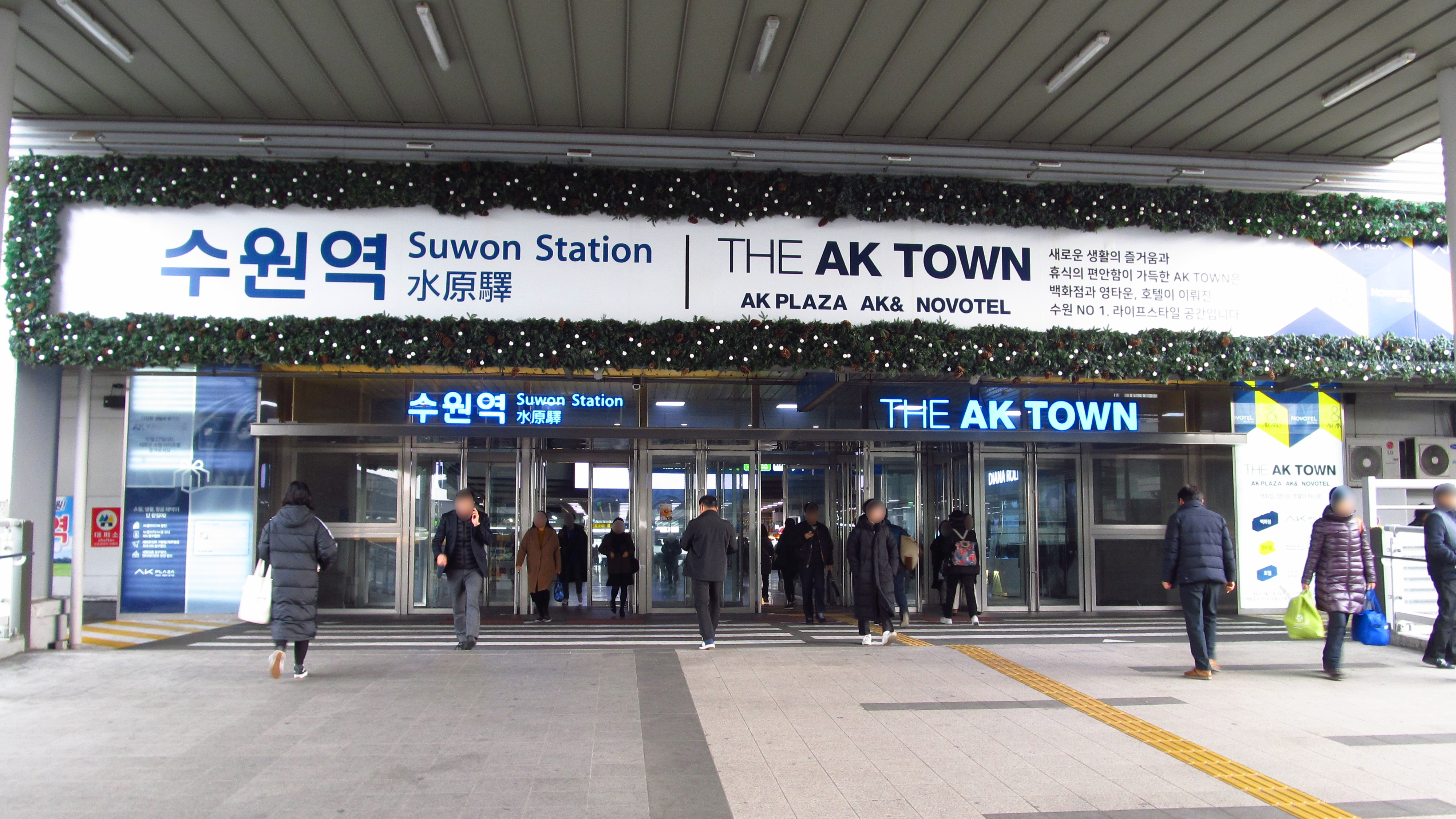
西出口
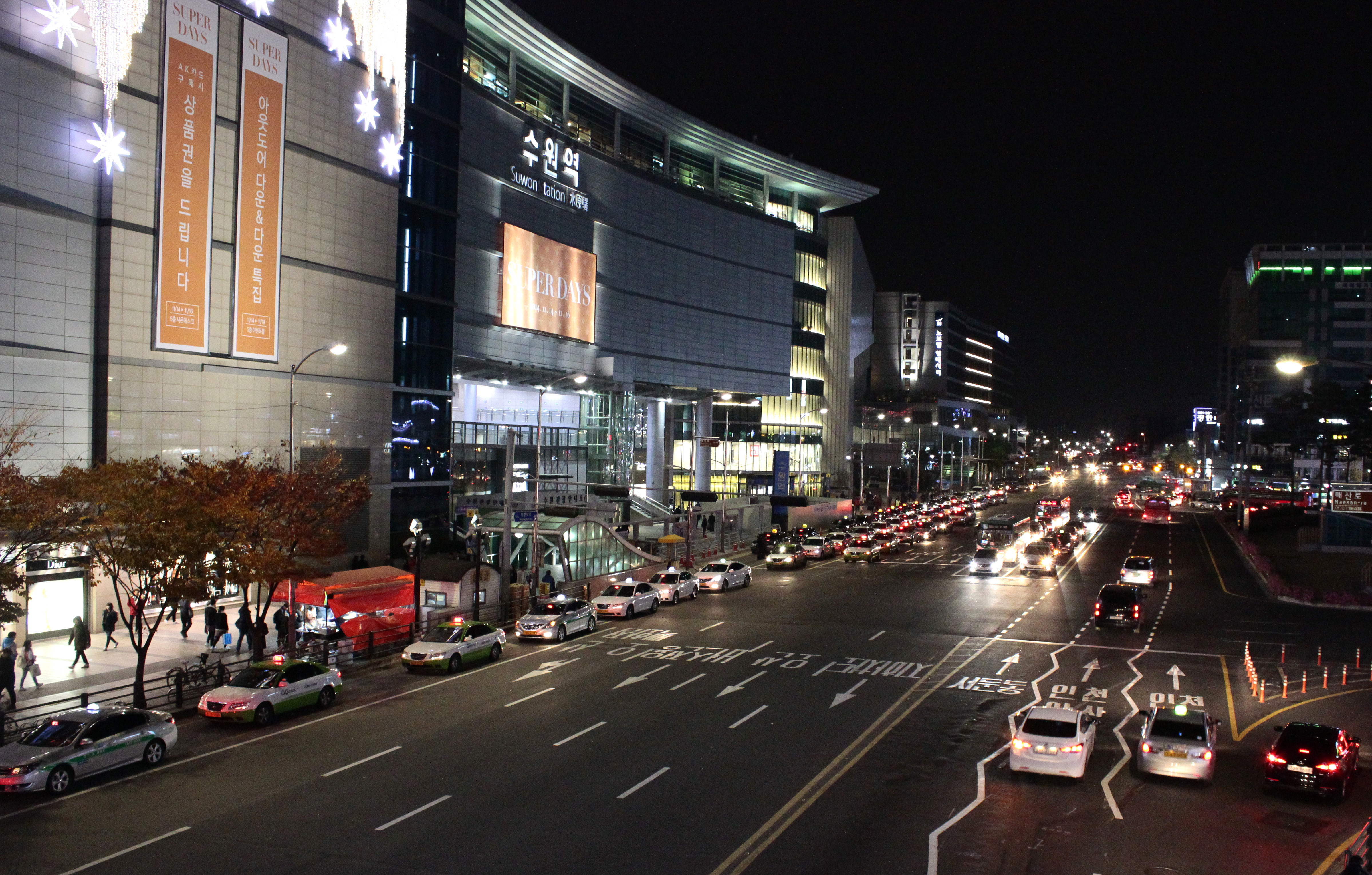
車站夜景
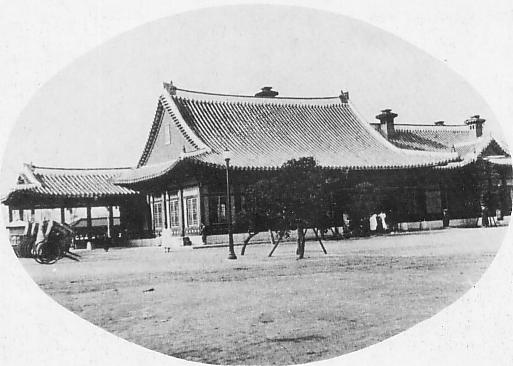
第一代水原車站（攝於1905年）

## 運量

### 首都圈電鐵
| 路線        | 每日平均乘車人數（人次） | 每日平均乘車人數（人次） | 每日平均乘車人數（人次） | 每日平均乘車人數（人次） | 每日平均乘車人數（人次） | 每日平均乘車人數（人次） | 每日平均乘車人數（人次） | 每日平均乘車人數（人次） | 每日平均乘車人數（人次） | 每日平均乘車人數（人次） | 備註  |
| 路線        | 2006年                   | 2007年                   | 2008年                   | 2009年                   |                          |                          |                          |                          |                          |                          | 備註  |
| ----------- | ------------------------ | ------------------------ | ------------------------ | ------------------------ | ------------------------ | ------------------------ | ------------------------ | ------------------------ | ------------------------ | ------------------------ | ----- |
| 1號線       | 76,427                   | 86,872                   | 94,605                   | 94,259                   | 69,916                   | 78,107                   | 81,409                   | 86,049                   | 92,009                   | 89,534                   | [ 6 ] |
| 路線        | 2010年                   | 2011年                   | 2014年                   | 2015年                   | 2016年                   | 2017年                   | 2018年                   | 2019年                   | 備註                     |                          |       |
| 1號線       | 88,657                   | 90,384                   | 88,760                   | 87,487                   | 83,509                   | 83,225                   | 81,181                   | 79,540                   | 79,848                   | 79,159                   | [ 6 ] |
| 盆唐線      | 未開通                   | 22,145                   | 25,075                   | 28,046                   | 29,244                   | 30,193                   | 32,240                   | 33,160                   |                          |                          | [ 6 ] |
| 路線        | 2020年                   | 2021年                   | 2022年                   | 2023年                   | 2024年                   | 2025年                   | 2026年                   | 2027年                   | 2028年                   | 2029年                   | 備註  |
| 1號線       | 52,237                   | 50,130                   |                          |                          |                          |                          |                          |                          |                          |                          | [ 6 ] |
| 水仁·盆唐線 | 21,189                   | 26,404                   |                          |                          |                          |                          |                          |                          |                          |                          | [ 6 ] |

### 一般列車
| 京釜線 | 京釜線 | 京釜線 | 京釜線 | 3291332 |

| 年度與上下車 | 年度與上下車 | 每日平均乘車人次 | 每日平均乘車人次 | 每日平均乘車人次 | 每日平均乘車人次 | 每日平均乘車人次 | 每日平均乘車人次 | 每日平均乘車人次 |
| 年度與上下車 | 年度與上下車 | KTX              |                  |                  |                  |                  |                  |                  |
| ------------ | ------------ | ---------------- | ---------------- | ---------------- | ---------------- | ---------------- | ---------------- | ---------------- |

## 相鄰車站
韓國鐵道公社
●首都圈電鐵1號線
京釜線A、B急行
成均館大學（P153）－水原（P155）－餅店（P157）
京釜線緩行
華西（P154）－水原（P155）－細柳（P156）
●首都圈電鐵水仁·盆唐線
盆唐急行
水原市廳（K243）－水原（K245）－古索（K246）
緩行
梅橋（K244）－水原（K245）－古索（K246）